# Etan Fox
Etan Fox (hebr. איתן פוקס, ang. Eytan Fox, ur. 21 sierpnia 1964) – izraelski reżyser filmowy.

## Życiorys
Urodził się w Nowym Jorku. W wieku dwóch lat wyemigrował wraz z rodziną do Izraela. Jego ojciec, Seymour Fox, był konserwatywnym rabinem oraz jednym z głównych profesorów edukacji żydowskiej na Uniwersytecie Hebrajskim, matka, Sara Kaminker-Fox, pracowała jako radna w radzie miasta Jerozolimy. Fox ma dwóch braci: Davida i Danny’ego. Dorastał w Jerozolimie. Służył w armii izraelskiej, następnie studiował na jednym z telawiwskich Uniwersytetów Filmowych.
Jest zdeklarowanym homoseksualistą. Partner Foxa, scenarzysta i dziennikarz Gal Uchowski, jest autorem scenariuszy do wielu z jego filmów. Para jest w związku od roku 1988.

## Filmografia

### Filmy
- 1990: Przepustka (After) – film krótkometrażowy, ukazał się w 2006 na DVD w antologii Boys Life 5 pod angielskim tytułem Time Off
- 1994: Szirat Ha-Sirena
- 2002: Yossi & Jagger (Josi Ve Jager)
- 2004: Spacer po wodzie (Lalekhet Al HaMayim)
- 2006: Bańka mydlana (HaBuah)
- 2012: Yossi
- 2013: Cukiernia Anat (Cupcakes)
- 2020: Sublet

### Seriale
- 1997-2000: Florentine
- 1997: Sipurim Kzarim Al Ahava
- 2009: Tamid oto chalom
- 2018: The Bar Mitzvah

## Nagrody i wyróżnienia
- 2003, Milan International Lesbian and Gay Film Festival:
  - Nagroda Publiczności (za film Yossi & Jagger)
- 2004, Gala wręczenia nagród Izraelskiej Akademii Filmowej:
  - nominacja do Nagrody Izraelskiej Akademii Filmowej w kategorii najlepsza reżyseria (za film Spacer po wodzie)
- 2004, Washington Jewish Film Festival:
  - Nagroda Audiencji w kategorii film fabularny (za Spacer po wodzie)
- 2006, César Awards, France:
  - nominacja do nagrody Césara w kategorii najlepszy film zagraniczny (za Spacer po wodzie)
- 2007, Międzynarodowy Festiwal Filmowy w Berlinie:
  - nagroda C.I.C.A.E. w kategorii najlepszy film panoramiczny (za Bańkę mydlaną)
  - nagroda Reader Jury of the „Siegessäule” (za film Bańka mydlana)